# Gimat
Gimat ist eine französische Gemeinde mit 231 Einwohnern (Stand: 1. Januar 2022) im Département Tarn-et-Garonne in der Region Okzitanien (bis 2015: Midi-Pyrénées). Sie gehört zum Arrondissement Castelsarrasin und zum Kanton Beaumont-de-Lomagne.

## Geographie
Gimat grenzt im Nordwesten an Lamothe-Cumont, im Norden an Glatens und Esparsac, im Nordosten an Beaumont-de-Lomagne und Auterive, im Südosten an Faudoas, im Süden an Marignac und im Westen an Cumont.
Durch die Gemeinde führt die ehemalige Route nationale 128.

## Bevölkerungsentwicklung
| Jahr      | 1962 | 1968 | 1975 | 1982 | 1990 | 1999 | 2008 | 2015 |
| --------- | ---- | ---- | ---- | ---- | ---- | ---- | ---- | ---- |
| Einwohner | 208  | 199  | 164  | 133  | 135  | 182  | 172  | 220  |